# فلیمینگ گورج (یوتا)
فلیمینگ گورج (به انگلیسی: Flaming Gorge) یک منطقهٔ مسکونی در ایالات متحده آمریکا است که در شهرستان دگت، یوتا واقع شده‌است. فلیمینگ گورج ۸۳ نفر جمعیت دارد و ۲٬۱۰۸٫۹۴ متر بالاتر از سطح دریا واقع شده‌است.